# Percy Grainger
Percy Aldridge Grainger (ur. 8 lipca 1882 w Melbourne, zm. 20 lutego 1961 w White Plains) – australijski kompozytor i pianista.

## Życiorys
Percy Grainger urodził się w Brighton, przedmieściu Melbourne. Był synem Johna Graingera, urodzonego w Wielkiej Brytanii architekta, który w roku 1877 wyemigrował do Australii. W wieku Percy 13 lat wyjechał z Australii, aby pobierać naukę w Dr. Hoch’s Konservatorium we Frankfurcie. W późniejszym okresie życia mieszkał w Wielkiej Brytanii oraz Stanach Zjednoczonych, gdzie w latach 1920–1933 był profesorem muzyki na New York University.

## Twórczość
Percy Grainger znany był ze swobodnego i innowacyjnego podejścia do muzyki. Określa się go jako „muzycznego demokratę”, gdyż jest jednym z pierwszych kompozytorów, który w zapisie nutowym zostawia wykonawcy dowolność w wykonaniu. Inną nowością w jego twórczości jest odrzucenie monumentalnych form muzycznych, które odgrywały ważną rolę w muzyce europejskiej, takie jak symfonia, koncert, opera, czy sonata. Już we wczesnym okresie swej działalności wprowadzał do swych dzieł nieregularny rytm oparty na zmianach tempa – przykładem takiej praktyki może być na przykład The song of Salomon z 1899 roku i Train music z 1901 (za prekursora tej praktyki uważany jest jednak Igor Strawinski).
Grainger jako jeden z pierwszych tworzył dzieła orkiestrowe z użyciem instrumentów spoza składu orkiestry symfonicznej. W jego kompozycjach pojawiają się na przykład marimby, harfa szklana, czy ukulele.
Znany jest również z nowatorskich pomysłów w zakresie teorii kompozycji. Stworzył na przykład „teorię wolnej muzyki” zgodnie, z którą należy odrzucić wszelkie zasady harmoniczne, rytm, czy skale. W roku 1938 przedstawił dwie kompozycje oparte na tej filozofii, w których jako jeden z pierwszych kompozytorów użył thereminu.
Inną stroną twórczości Graignera są utrzymane w tradycyjnej stylistyce utwory inspirowane brytyjskim folklorem oraz aranżacje fortepianowe brytyjskich i amerykańskich pieśni i tańców.

## Znaczenie
Percy Grainger uznawany jest za najwybitniejszego australijskiego kompozytora. W Melbourne od 1938 roku istnieje muzeum poświęcone jego twórczości.